# Puiggari
Puiggari är en ort i Argentina.   Den ligger i provinsen Entre Ríos, i den centrala delen av landet, 300 km nordväst om huvudstaden Buenos Aires. Puiggari ligger 54 meter över havet och antalet invånare är 449.
Terrängen runt Puiggari är platt. Närmaste större samhälle är Crespo, 13,5 km öster om Puiggari.
Trakten runt Puiggari består till största delen av jordbruksmark. Runt Puiggari är det glesbefolkat, med 18 invånare per kvadratkilometer.